# Économie de l'Abkhazie
L'économie de l'Abkhazie est fortement intégrée à l'économie de la Russie et utilise le rouble russe comme monnaie.
L'Abkhazie a connu une modeste reprise économique depuis la guerre d'Ossétie du Sud de 2008 et la reconnaissance ultérieure par la Russie de l'indépendance de l'Abkhazie. Environ la moitié du budget de l'État de l'Abkhazie est financée par l'aide financière de la Russie.

## Tourisme
Le tourisme est une industrie clé, selon les autorités abkhazes, près d'un million de touristes (principalement de Russie) sont venus en Abkhazie en 2007. Depuis que l'Abkhazie et la Russie ont signé un accord de voyage sans visa, les détenteurs d'un passeport russe n'ont pas besoin de visa pour entrer en Abkhazie. Les titulaires de passeports de l'Union européenne ont besoin d'une lettre de permis d'entrée délivrée par le ministère des Affaires étrangères à Soukhoumi, contre laquelle un visa sera délivré.

## Agriculture
Les terres fertiles de l'Abkhazie et l'abondance de produits agricoles, notamment le thé, le tabac, le vin et les fruits (en particulier les mandarines), ont assuré une relative stabilité dans le secteur. 

## Énergie
L'électricité est en grande partie fournie par la centrale hydroélectrique d'Ingouri située sur le fleuve Ingouri entre l'Abkhazie et la Géorgie. Elle est exploitée conjointement par les Abkhazes et les Géorgiens.

## Commerce
Les exportations et les importations en 2006 étaient respectivement de 627,2  millions et 3 270,2 millions de roubles (environ 22 et 117 millions de dollars américains) selon les autorités abkhazes.
En juillet 2012, le Comité national des douanes a publié pour la première fois des statistiques commerciales. Il a indiqué qu'au premier semestre 2012, les importations avaient représenté 6,748 milliards et les exportations 1,48 milliard de roubles, ce qui traduisait un déficit commercial de 4,6518 milliards de roubles. Dans le même temps, alors que les importations étaient restées pratiquement les mêmes (en baisse de 0,2%), les exportations avaient augmenté de 25,8%. Les principaux partenaires commerciaux de l'Abkhazie étaient la Russie (64%), la Turquie (18%), les États baltes (5%), la Moldavie (2%), l'Allemagne (2%), l'Ukraine (1%) et la Chine (1%).

## Investissements étrangers
De nombreux entrepreneurs russes et certaines municipalités russes ont investi ou prévoient d'investir en Abkhazie. Cela inclut la municipalité de Moscou après que l'ancien maire de Moscou, Iouri Loujkov (en fonction de 1992 à 2010), ait signé un accord de coopération économique entre Moscou et l'Abkhazie. Les responsables abkhazes et russes ont annoncé leur intention d'exploiter les installations et les ressources de l'Abkhazie pour les projets de construction olympique à Sotchi. Le gouvernement géorgien a mis en garde contre de telles actions, et menacé de demander aux banques étrangères de fermer les comptes d'entreprises russes et de particuliers achetant des actifs en Abkhazie.
Les sanctions économiques de la CEI imposées à l'Abkhazie en 1996 restent formellement en vigueur, bien que la Russie ait annoncé le 6 mars 2008 qu'elle n'y participerait plus, les déclarant « dépassées, entravant le développement socio-économique de la région et causant des difficultés injustifiées pour le peuple d'Abkhazie ». La Russie a également appelé les autres membres de la CEI à entreprendre des démarches similaires, mais a rencontré les protestations de Tbilissi et le manque de soutien des autres pays de la CEI.
L'Union européenne a alloué plus de 20 millions d'euros à l'Abkhazie depuis 1997 pour divers projets humanitaires, comprenant notamment le soutien de la société civile, la réhabilitation économique, l'aide aux ménages les plus vulnérables et des mesures de confiance. Le plus grand projet de l'UE concerne la réparation et la reconstruction de la centrale électrique d'Ingouri.
En avril 2011, la société de sécurité israélienne CST fait partie d'une délégation qui rend visite à l'Abkhazie. L'ambassadeur israélien en Géorgie précise que son pays n'a pas l'intention de fournir des armes à l'Abkhazie.

## Corruption
Selon un rapport de 2007 de l'organisation américaine Freedom House, la région continue de souffrir de problèmes économiques considérables en raison de la corruption généralisée, du contrôle par des organisations criminelles de larges segments de l'économie et des effets persistants de la guerre.